# تویوتا کورولا (ای۷۰)
تویوتا کورولا (ای۷۰) (Toyota Corolla (E70)) خودرویی است که در سال‌های ۱۹۷۹ تا ۱۹۸۳ در تویوتا، آیچی، ژاپن و استرالیا تولید شده‌است.
طراحی آن خودروهای موتور جلو-محور عقب بوده‌است.

## نگارخانه

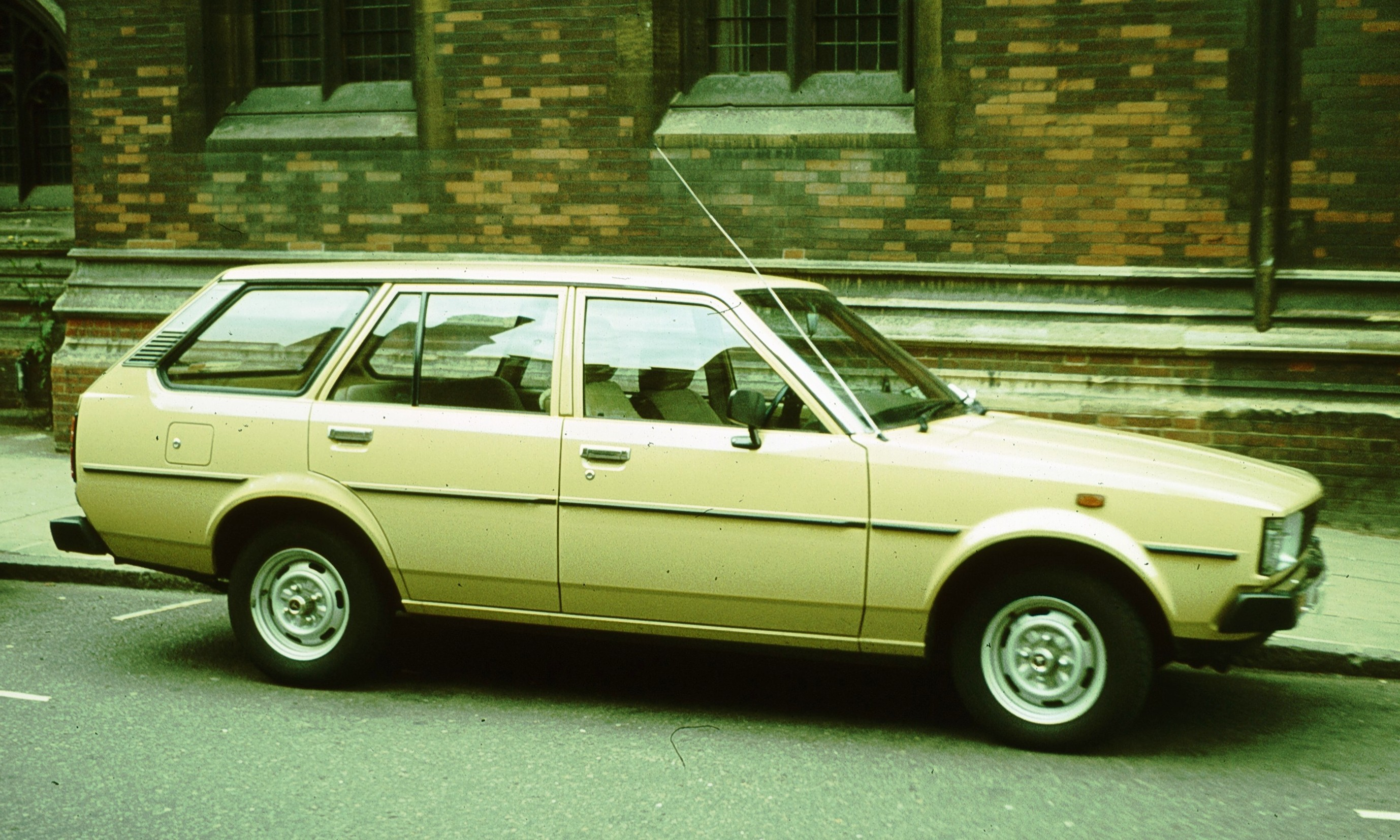
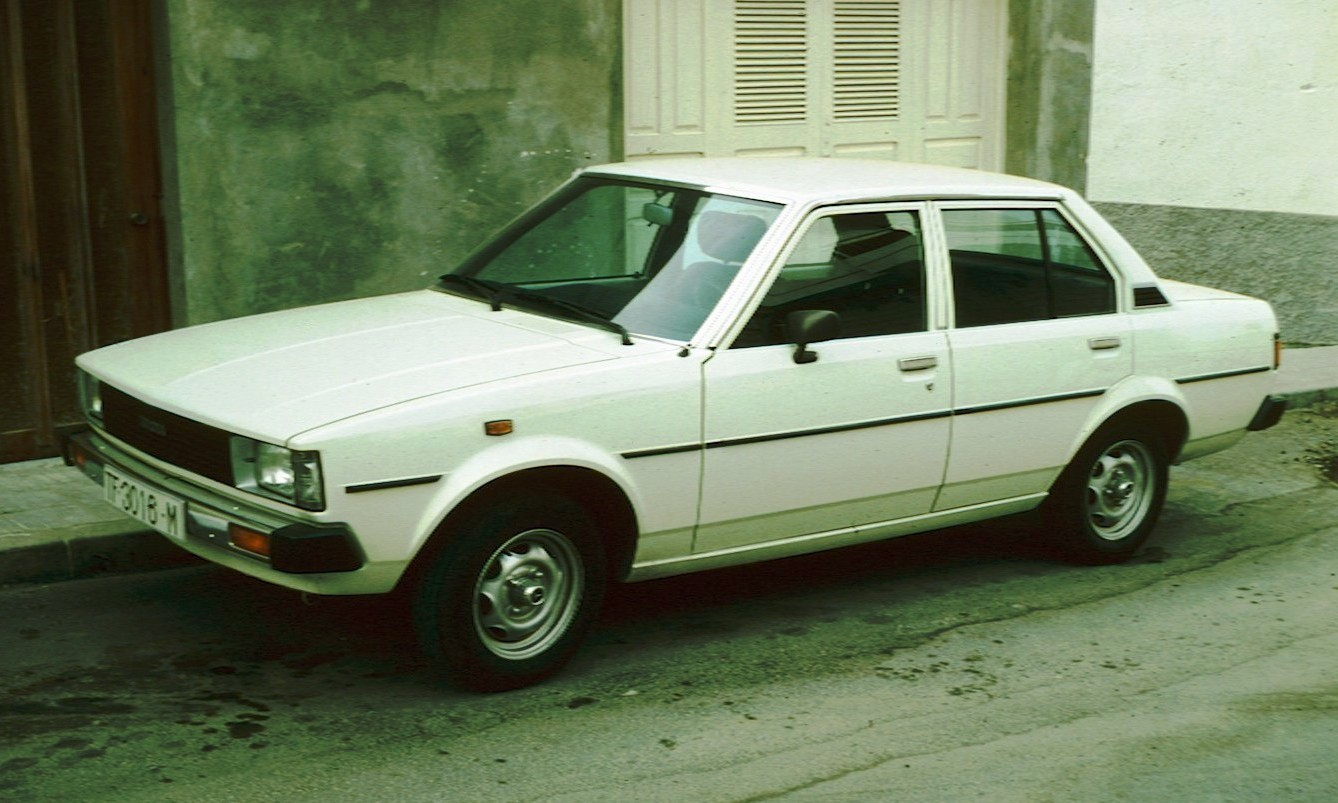
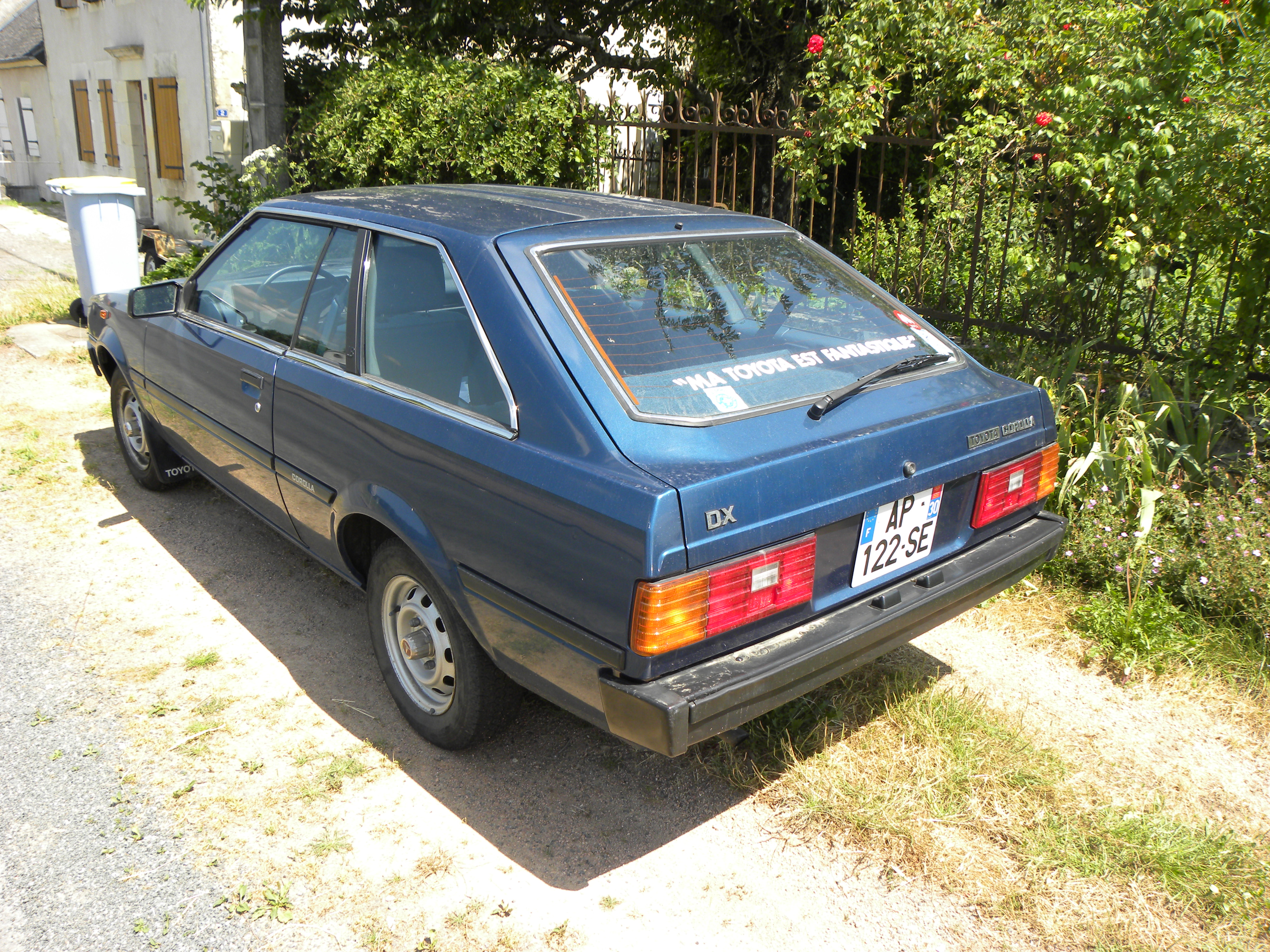